# Susitna (Alaska)
Susitna es un lugar designado por el censo ubicado en el borough de Matanuska-Susitna en el estado estadounidense de Alaska. En el Censo de 2010 tenía una población de 18 habitantes y una densidad poblacional de 0,04 personas por km².

## Geografía
Susitna se encuentra en las coordenadas 61°32′58″N 150°43′36″O / 61.54944, -150.72667. Según la Oficina del Censo de los Estados Unidos, Susitna tiene una superficie total de 491.05 km², de la cual 461.66 km² corresponden a tierra firme y (5.98%) 29.39 km² es agua.

## Demografía
Según el censo de 2010, había 18 personas residiendo en Susitna. La densidad de población era de 0,04 hab./km². De los 18 habitantes, Susitna estaba compuesto por el 100% blancos, el 0% eran afroamericanos, el 0% eran amerindios, el 0% eran asiáticos, el 0% eran isleños del Pacífico, el 0% eran de otras razas y el 0% pertenecían a dos o más razas. Del total de la población el 0% eran hispanos o latinos de cualquier raza.